# Самаґово
Самаґово (пол. Samagowo, нім. Sabangen) — село в Польщі, у гміні Ольштинек Ольштинського повіту Вармінсько-Мазурського воєводства.
Населення — 63 особи (2011).

## Демографія
Демографічна структура станом на 31 березня 2011 року:
|          | Загалом | Допрацездатний вік | Працездатний вік | Постпрацездатний вік |
| -------- | ------- | ------------------ | ---------------- | -------------------- |
| Чоловіки | 29      | 8                  | 18               | 3                    |
| Жінки    | 34      | 5                  | 19               | 10                   |
| Разом    | 63      | 13                 | 37               | 13                   |